# Måns Mannerfelt (1619–1674)
Måns Mannerfelt, tidigare Assarsson, född 20 augusti 1619, död 24 januari 1674 i Stockholm, var en svensk militär.

## Biografi
Måns Mannerfelt föddes 1619. Han var son till smeden och bonden Assar Månsson och Anna Gudmundsdotter. Mannerfelt blev 1633 bysseskytt vid flottan och 1636 konstapel. Han blev 19 februari 1652 chef för Smålands bysseskyttars kompani och stannade där till sin död. Mannerfelt blev 1 april 1653 löjtnant, 20 september 1657 artillerikapten och 13 december 1664 major. Han adlades 9 oktober 1665 till Mannerfelt och introducerades 1668 i Sveriges Riddarhus som nummer 775. Mannerfelt blev 13 juli 1668 tygmästare vid sjöartilleriet och 26 mars 1673 amirallöjtnant i amiralitetet. Han avled 1674 i Stockholm och begravdes i Amiralitetskyrkan där hans epitafium sattes upp.

### Egendom
Mannerfelt ägde binga i Hossmo socken.

### Familj
Mannerfelt gifte sig första gången med Margareta Zandersdotter (död 1659). De fick tillsammans barnen en dotter (död före 1673) och Brita Mannerfelt som var gift med Erik Andersson i Kalmar.
Han gifte sig andra gången 28 december 1660 i Norrköping med Christina Persdotter (1642–1678), dotter till rådmannen Peder Jönsson den äldre i Norrköping och Anna Henriksdotter. De fick tillsammans barnen Anna Maria Mannerfelt (född 1662) som var gift med amiralitetskaptenen Peter Anckarstierna, Carl Mannerfelt (1663–1664), överstelöjtnanten Johan Mannerfelt (1665–1689), Christina Mannerfelt (1667–1693) som var gift med handlanden Johan Johansson Carlström i Stockholm och kamreren Peter Montén i Stockholm, kaptenen Carl Mannerfelt (1670–1706), Maria Mannerfelt (1672–1740) som var gift med amiralitetskaptenen Johan Kuylenstierna, Elisabet Mannerfelt (1673–1726) som var gift med överstelöjtnanten Gudmund Riddersvärd och Magnus Mannerfelt (1674–1674).